# Лов у мутном
Лов у мутном је југословенски филм, снимљен 1981. године у режији Власте Радовановића.

## Радња
Београдско дивље насеље, подигнуто на обали Дунава, треба да се руши, што изазива забринутост власника. Столе Харинга (Драган Николић) нуди Паји Главоњи (Бата Живојиновић) друштвени стан који је већ три године празан и он се са женом, децом и оцем усељава. Време пролази и једног дана се појави власник стана. Отпочињу заврзламе око документације, око стана грађеног ван пројекта, око предузећа које више не постоји... И кад све изгледа решено, на суђењу долази до неочекиваног обрта.

## Улоге
| Глумац                   | Улога                                |
| ------------------------ | ------------------------------------ |
| Велимир Бата Живојиновић | Паја „Главоња”                       |
| Мира Бањац               | Ната                                 |
| Тихомир Арсић            | Веља                                 |
| Нада Војиновић           | Ружа                                 |
| Драгомир Фелба           | Деда Мика                            |
| Неда Арнерић             | Дана                                 |
| Драган Николић           | Столе „Харинга”                      |
| Петар Краљ               | Раца, адвокат                        |
| Душан Јанићијевић        | Живко Вучковић                       |
| Јован Јанићијевић Бурдуш | Биџа                                 |
| Боро Стјепановић         | председник кућног савета             |
| Аленка Ранчић            | Мара, жена председника кућног савета |
| Богољуб Петровић         | Зоран                                |
| Никола Милић             | Мића                                 |
| Владан Живковић          | Пајин ортак                          |
| Љиљана Газдић            | жена Пајиног ортака                  |
| Љиљана Шљапић            | Рајка                                |
| Радмила Гутеша           | судија                               |
| Душан Тадић              | Живков адвокат                       |
| Милан Пузић              | Батко                                |
| Растислав Јовић          | Јордан Дедић                         |
| Предраг Милинковић       | Стева                                |
| Миња Војводић            | Воја                                 |
| Бата Камени              | силеџија                             |
| Страхиња Мојић           | поштар                               |
| Ратко Милетић            | Рмпалија                             |
| Војислав Мићовић         | комшија који тражи услугу            |